# 동남은행
동남은행(東南銀行)은 대한민국 최초로 전국은행 중 서울특별시가 아닌 지역(부산광역시)에 본점을 둔 전국규모 은행으로, 1989년부터 1998년까지 존속했던 금융기관이다. 기업은행과 마찬가지로 중소기업금융 전문은행이다.
1989년 5월 동남금융(주)를 설립, 9월 은행업 영업인가를 얻고 지금의 상호로 변경하였다. 1998년 6월 29일 금융감독위원회로부터 동화은행, 대동은행, 경기은행, 충청은행과 함께 퇴출은행으로 확정되어 한국주택은행(現 KB국민은행)에 인수되었다.

## 설립취지
- 제도금융권에서 소외된 기업을 지원
- 낙후된 지방 중소기업의 육성

## 같이 보기
- 한국주택은행
- 국민은행